# Teatre d'Epidaure
El teatre d'Epidaure és un teatre de l'antiga Grècia a Argòlida, edificat al segle iv aC per acollir els Asclépéia, concurs en honor del déu metge Asclepi. Fou el model de nombrosos teatres grecs.

## Descripció del teatre

### Elements tècnics i estructurals
- Materials: pedra i marbre (als seients d'honor)
- Suport: columnes d'ordre corinti
- Coberta: sense coberta

### Elements decoratius
Els seients d'honor estaven ricament decorats; també cal destacar l'altar que hi havia en honor del déu Dionís.

### Espais exteriors
Situat a la falda d'una muntanya, es va haver de construir un mur perquè la muntanya no s'obrís. El teatre d'Epidaure, a més, té uns murs laterals de contenció del terreny, necessaris per les seves grans dimensions.

### Elements interiors
En realitat, el teatre no tenia façana pròpiament dita; els actors entraven pels laterals, els pàrodes. El teatre estava organitzat al voltant de l'orquestra, de forma circular. La càvea envoltava dues terceres parts de l'orquestra i la part restant era tancada per l'edifici que formava l'escena. L'esquema bàsic del teatre grec, i posteriorment del romà, es basa en un pentàgon regular inscrit en el cercle de l'orquestra. L'orquestra constituïa el lloc on el cor cantava i ballava, però també era l'espai destinat a l'altar. S'ha afirmat que l'edifici de l'escena es tractava d'un pòrtic d'ordre jònic que feia 4 m d'alçada per 2 m de fondària. Tampoc se sap si el prosceni -espai elevat on actuaven els actors-, al qual s'hi accedia a través de dues rampes laterals, hi fou afegit amb posterioritat. En aquesta part, hi ha una estructura de columnes jòniques i arquitravats on no hi havia frescos ni mosaics. L'escena contenia un rudimentari mecanisme de teló per tal de permetre el canvi dels actors o dels decorats (pinake); aquest mecanisme, al revés del dels telons actuals, sortia del terra i s'hi amagava a través d'unes obertures practicades al paviment situat davant de l'escenari. Al teatre, s'hi entrava a través de dos accessos laterals que donaven a un passadís situat entre l'orquestra i l'escena. La càvea podia acollir uns 14.000 espectadors; el semicercle que formava era dividit radialment per 13 escales que convergien en l'orquestra i que permetien la ràpida circulació del públic. A més, hi ha una perfecta visió i acústica de l'escenari des de qualsevol punt de la càvea.
Tipus de planta
Circular, 120 m de diàmetre. Es divideix en 3 parts: l'orquestra (el nucli); la càvea, amb forma de ferradura; i el prosceni, dividit en 2 parts, que és on actuaven els actors.
Parts
Els teatres estaven bàsicament formats per tres parts clarament diferenciades: al desnivell natural de 24 metres del terreny se situava la càvea, de 120 metres de diàmetre, que es divideix en dues zones. La part inferior de l'hemicicle està dividida en 12 cuneus amb una trentena de grades cada un, mentre que en la zona superior es troben 22 cuneus amb 20 grades cada un. Les dues parts més allunyades ultrapassen la figura canònica semicircular, i s'avancen cap a l'escena. L'orquestra, circular, de 20 m de diàmetre, era un cercle de terra batuda situat entre la càvea i l'escenari, on els membres del cor (coreutas) cantaven acompanyats per flautes, aquelles parts de la tragèdia o comèdia que suscitaven comentaris, laments o advertències. El prosceni (skene) era darrere l'orquestra; allà es desenvolupaven els diàlegs entre personatges que representaven la ficció. Destaca la grandiositat dels espais i el gran virtuosisme que s'aconseguí unint l'escultura i l'arquitectura, però no per les seves innovacions tècniques.

## Funció
Les obres de teatre que es posaven en escena formaven part de les festes celebrades en honor de Dionís (déu del vi, la vinya, les orgies, dels banquets i de la gresca). Al començament, els teatres tenien una finalitat religiosa i era on feien les ofrenes al déu de la festa (Dionís). En aquest cas, es va construir perquè hi anessin els malalts que visitaven Epidaure, per guarir-se al temple d'Asclepi, que hi era al costat.

## Simbolisme
El teatre neix en honor de Dionís (déu del vi i la festa). Dionís era fill de Zeus. Segons els grecs, inventà el vi i li dedicaven jornades festives a la primavera i a l'hivern, i fins i tot els esclaus eren alliberats perquè gaudissin de la festa. D'aquestes primitives formes de festa va néixer el teatre, com a centre de reunió per a tota la comunitat.

## Diferències amb altres solucions coetànies
La ciutat d'Epidaure es va fer famosa perquè hi havia el santuari d'Asclepi, déu de la medicina que guaria els malalts. A l'època hel·lenística, el seu culte va créixer i aquest santuari era visitat per molts malalts. Així doncs, es va construir un teatre, el d'Epidaure, al sud-est del santuari.

## Context històric i artístic
L'obra pertany a la civilització grega d'època clàssica. El classicisme es va desenvolupar des del segle IV al II a/C. El rei Filip de Macedònia va conquerir les ciutats gregues i el seu fill Alexandre el Gran va continuar l'expansió, estenent la cultura grega i creant un enorme imperi. Després de la mort d'Alexandre, els generals es van repartir l'imperi i van imposar les formes de govern monàrquiques (Egipte, Àsia Menor, Grècia). Així, l'imperi es va fragmentar en regnes independents amb trets comuns; eren monarquies fonamentades en el suport de la força militar i personal del rei que governava amb l'ajut d'amics i de parents. Els seus súbdits li reconeixien plena autoritat i l'idolatraven.